# Lestonisca
Lestonisca is een geslacht van wantsen uit de familie van de Miridae (Blindwantsen). Het geslacht werd voor het eerst wetenschappelijk beschreven door José Cândido de Melo Carvalho in 1988.

## Soorten
Het genus bevat de volgende soort:

- Lestonisca tafoensis (Carvalho, 1988)